# Love Me for Who I Am
Love Me for Who I Am (不可解なぼくのすべてを Fukakai na Boku no Subete o, Ofte forkortet til FukaBoku) er en japansk mangaserie skrevet og illustreret af Kata Konayama, der begyndte 1. juni 2018 i Comic MeDu og endte 5. marts 2021. Mangaen bliver udgivet i USA af Seven Seas Entertainment, med det første bind i juni 2020.

## Plot
Love Me for Who I Am følger den ikke-binære gymnasieelev Mogumo, som lever langt fra sin familie og føler sig ensom. I skolen inviterer kammeraten Tetsu Iwaoka Mogumo til at arbejde i Question!, en maid café. Mogumo siger ja og er til at begynde med glad, fordi at de kan præsentere sig som de er. Det viser sig imidlertid hurtigt, at Testsu inviterede dem, fordi at han troede, at de var en cross-dressende dreng som de øvrige medarbejdere i caféen. Mogumo fortæller Iwaoka, at han ikke skal antage andres køn ud fra deres udseende - hvilket får Iwaoka og resten af maid caféens medarbejdere til at genoverveje, hvad de ved om køn.

## Personer
- Ryuunosuke Mogumo (百雲 龍之助 Mogumo Ryuunosuke) – Den primære hovedperson; en ikke-binær gymnasieelev som arbejder for Question!. Bliver ofte kaldt ved sit efternavn.
- Tetsu Iwaoka (岩岡 哲 Iwaoka Tetsu) – Den sekundære hovedperson; en mandlig gymnasieelev hvis familie ejer Question!, og som forelsker sig i Mogumo.
- Satori Iwaoka (岩岡 智 Iwaoka Satori) – Tetsus storesøster; en transkønnet kvinde og ejeren af Question!
- Sakura Mogumo (百雲 さくら Mogumo Sakura) – Mogumos lillesøster der prøver at få Mogumo til at vende tilbage til deres familie igen ved hjælp af skyldfølelse.
- Kotone Mizunoe (水之江 琴音 Mizunoe Kotone) – Mogumo's barndomsven; en lesbisk gymnasieelev som accepterer Mogumo, men som bruger dem til at overkomme hendes anstrengte forhold til mænd.
- Mei Tatebayashi (館林 めい Tatebayashi Mei) – En tjener i Question! Starter med at identificerer sig som en cross-dressende dreng, men kommer ud som transkønnet kvinde senere.
- Sou Suzumi (鈴見 奏 Suzumi Sou) – En homoseksuel gymnasieelev og tjener i Question! Han kaldes også for Suzu.
- Tenmaru Inui (犬局 天丸 Inui Tenmaru) – En tjener i Question! der laver caféens uniformer. Han kaldes også for Ten.

## Mangabind
| Bind | Udgivet          | Japansk ISBN           |
| ---- | ---------------- | ---------------------- |
| 1    | 31. januar 2019  | ISBN 978-4-81-480152-7 |
|      |                  |                        |
| 2    | 31. juli 2019    | ISBN 978-4-81-480203-6 |
|      |                  |                        |
| 3    | 29. februar 2020 | ISBN 978-4-82-360029-6 |
|      |                  |                        |
| 4    | 31. august 2020  | ISBN 978-4-82-360070-8 |
|      |                  |                        |
| 5    | 31. maj 2021     | ISBN 978-4-82-360181-1 |
|      |                  |                        |